# Pedro Antonio Correia Garção
Pour les articles homonymes, voir Correia.
Pedro Antonio Correia Garção, né à Lisbonne le 13 juin 1724 où il est mort le 10 novembre 1772, est un poète portugais.

## Biographie
Fils d'un noble portugais, Filipe Correia da Serra (ou Correia da Silva) et de son épouse Luísa Maria da Visitação Dorgier Garção de Carvalho, il est éduqué chez les Jésuites avant de faire ses études à l'Université de Coimbra (1742). 
Il fonde en 1756 avec António Diniz da Cruz e Silva la société secrète de l'Académie des Arcades portugaise et publie dans la Gazette de Lisbonne des articles contre Pompal.
Surnommé l' Horace portugais, on lui doit des odes, des satires, des épitres et des sonnets. 
Pompal le fait emprisonner en avril 1771 et il meurt en prison le 10 novembre 1772.